# Goupillières, Eure
Goupillières är en kommun i departementet Eure i regionen Normandie i norra Frankrike. Kommunen ligger i kantonen Beaumont-le-Roger som tillhör arrondissementet Bernay. År 2018 hade Goupillières 893 invånare.

## Befolkningsutveckling
Antalet invånare i kommunen Goupillières
Referens:INSEE